# Brouwerij Den Hopperd
Brouwerij Den Hopperd is een Belgische ambachtelijke huisbrouwerij gelegen te Westmeerbeek in de provincie Antwerpen.

## Geschiedenis
Brouwer Bart Desaeger volgde les aan de brouwerijschool in Gent en begon tijdens zijn studies thuis te brouwen. Bij Brouwerij Piessens in Temse, kon hij in 1995 brouwketels en een bottelarij kopen en in 1996 kwam het eerste eigen bier op de markt.
Sinds 1999 wordt er in de brouwerij enkel nog biologisch bier gebrouwen.

## Bieren
Alle bieren zijn van hoge gisting met hergisting op fles en ongefilterd en ongepasteuriseerd.
- Kameleon Amber, 6%
- Kameleon Donker, 6,5%
- Kameleon Ginseng, 6,5%
- Kameleon Tripel, 8,5%